# Tommy Morrison
Tomas David Morrison (Gravette, 2 gennaio 1969 – Omaha, 1º settembre 2013) è stato un pugile e attore statunitense. Campione del mondo WBO dei pesi massimi nel 1993.
Dopo una brillante carriera da dilettante, nel 1988 diventa professionista. Nel 1993 diventa campione dei pesi massimi WBO, battendo ai punti il 44enne George Foreman, difendendo successivamente il titolo contro Tim Tomashek prima di passare il testimone a Michael Bentt. Nel 1995 riconquista la cintura mondiale IBC battendo Donovan Ruddock. Nel match a seguire verrà sconfitto dalla star inglese Lennox Lewis. Durante la sua carriera fu spesso indicato dai giornali come "La speranza bianca", essendo stato l'unico pugile bianco riuscito, negli anni novanta, ad affermarsi in una categoria di peso dominata da atleti neri. Il soprannome "The Duke", invece, gli venne affibbiato perché Morrison sosteneva di essere pronipote dell'attore John Wayne (soprannominato a sua volta "The Duke"). Recitò anche nel film Rocky V a fianco di Sylvester Stallone nel 1990, nel ruolo del pugile esordiente Tommy Gunn.

## Caratteristiche tecniche
Pugile professionista con uno stile spiccatamente aggressivo dotato di un fisico imponente, di grande potenza e di una non comune velocità di tronco e braccia, Morrison aveva nel gancio sinistro un colpo terribilmente travolgente. Oltre a essere abile nella corta distanza, da cui sferrava potenti montanti e rapidissime combinazioni, era anche un notevole power-puncher ed un ottimo incassatore.

## Biografia

### Carriera amatoriale
Tomas David Morrison nacque a Gravette, in Arkansas, nel 1969. La sua infanzia fu molto difficile, a causa dei problemi che gravavano sulla sua famiglia: sua madre Diana fu accusata di omicidio, suo padre univa il vizio dell'alcol con quello delle percosse per i familiari, mentre suo fratello fu condannato a quindici anni di carcere per stupro.  Cominciò a boxare in giovanissima età, a tredici anni, falsificando i documenti per poter combattere "regolarmente" in competizioni locali, per i quali l'età minima era di ventuno. Dopo il divorzio dei genitori iniziò a dedicarsi a tempo pieno al pugilato, vincendo ben 315 incontri KO (su un totale di 343 vittorie, a fronte di 24 sconfitte e 1 no contest). Vinse anche una gara di Golden Gloves, e si qualificò alle Olimpiadi di Seul, venendo però sconfitto al primo turno da Ray Mercer, che in Asia avrebbe poi vinto la medaglia d'oro. La sua avvenenza e il suo stile attirarono le attenzioni di Sylvester Stallone, che, nel 1989, lo mise sotto contratto per Rocky V e costruì sul suo fisico e i suoi modi il personaggio di Tommy "The Machine" Gunn.

### Carriera professionistica

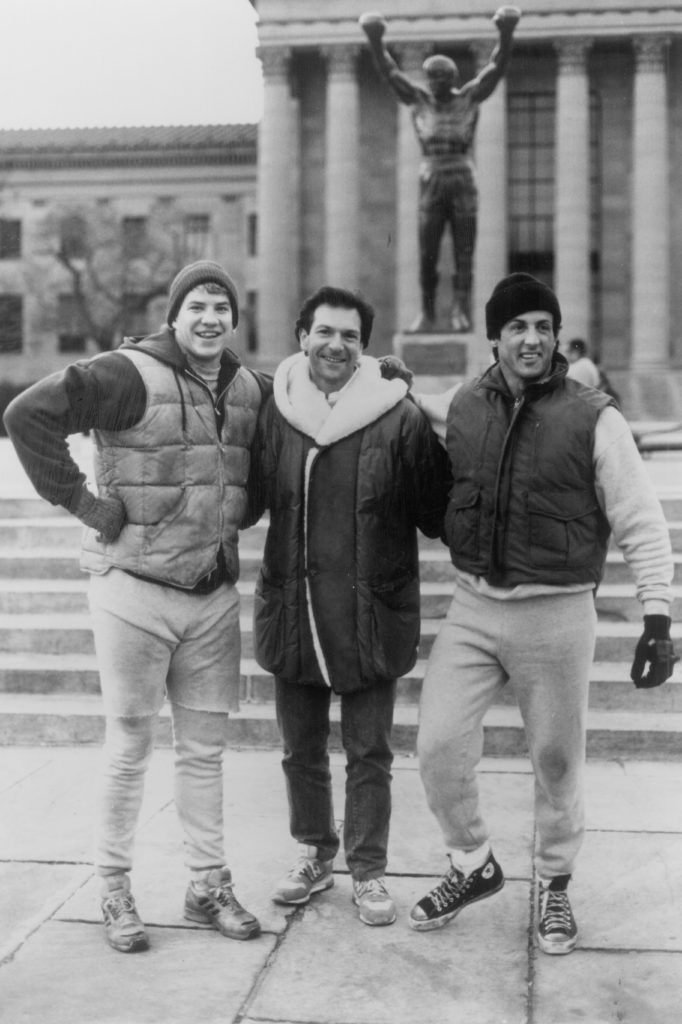
Tommy Morrison (a sinistra), Steve Lott e Sylvester Stallone il 6 giugno 1990

Il 1989 fu l'anno del debutto professionistico. Fino al 1991, Morrison riportò 28 vittorie consecutive, di cui ben 23 per KO. La WBO gli consentì dunque di competere per il titolo mondiale, affrontando Ray Mercer ad Atlantic City il 18 ottobre. Morrison partì benissimo, e colpì il rivale con combinazioni veloci e potenti. Mercer incassò di tutto e, non appena Morrison mostrò segni di stanchezza, lo punì, alla quinta ripresa, con uno dei KO più cruenti della storia della boxe. Pochi mesi dopo, Morrison tornò sul ring, collezionando nuove vittorie. Nel 1993 affrontò il 44enne George Foreman per il vacante titolo WBO dei massimi. L'incontro si svolse il 7 giugno, a Las Vegas, e Morrison, contro ogni pronostico, abbandonò il suo solito stile aggressivo a favore di un combattimento a breve distanza. La sua tattica si rivelò vincente: Morrison si aggiudicò l'incontro ai punti, diventando il nuovo campione del mondo. Morrison non conservò a lungo il titolo: dopo una facile difesa contro Tim Tomashek, il pugile di Gravette incappò nei micidiali colpi di Michael Bentt, perdendo il titolo alla prima ripresa, a quasi quattro mesi dalla vittoria su Foreman. Nello stesso periodo, inoltre, prese a pugni uno studente dell’università dello Iowa, perché a suo dire lo stava fissando in modo strano. Morrison si dichiarò colpevole e pagò una multa di $ 310, ma si proclamò innocente.
Nei due anni successivi continuò a collezionare vittorie e, il 10 giugno 1995, si aggiudicò il titolo pesi massimi International Boxing Council, battendo Donovan Ruddock per knock-out tecnico al sesto round. Anche questa volta, però, non riuscì a conservare il titolo a lungo, perdendolo pochi mesi dopo contro Lennox Lewis, con un KO alla sesta ripresa. Nonostante questa sconfitta, Morrison venne contattato da Don King, che lo convinse a rilanciarsi. Il pugile firmò un contratto di dieci milioni di dollari per tre incontri, il primo dei quali nel 1996 contro Arthur Weathers in Nevada. Ma a poche ore dall'incontro, Morrison venne trovato positivo a un test per l'HIV e, di conseguenza, fu sospeso dalla Commissione Atletica del Nevada. Il pugile, che aveva inutilmente cercato di sottrarsi al controllo (obbligatorio in Nevada per gli incontri di pugilato), non ebbe altra scelta che ammettere pubblicamente la sua malattia e, contestualmente, annunciò il ritiro dal pugilato. La notizia sconvolse l'intero ambiente pugilistico americano, mettendo in allarme gli avversari del pugile, vecchi e nuovi: la sospensione della Commissione arrivò soltanto sette ore prima del combattimento, che per Morrison doveva essere una sorta di trampolino di lancio verso un possibile match con Mike Tyson.

### Il ritorno sul ring e la morte
Nel 2007, dopo essersi interessato alle ipotesi alternative sull'AIDS, dichiarò che il test del 1996 era stato falsificato e che non aveva mai contratto l'HIV. Di conseguenza smise di considerarsi malato, interruppe qualsiasi terapia antiretrovirale e decise di ricominciare la sua carriera agonistica, ottenendo la licenza dallo stato della Virginia Occidentale. Alla soglia dei 40 anni, Morrison tornò due volte sul ring, battendo John Castle per KO alla seconda ripresa e poi stendendo Matt Weishaar alla terza. Chiuse così la sua carriera agonistica con un record di 48 vittorie (con 42 KO), tre sconfitte e un pareggio.
Morrison morì il 1º settembre 2013 in un ospedale di Omaha, Nebraska, all'età di 44 anni. Secondo la moglie Trisha, morì a causa della sindrome di Guillain-Barré. Invece, la madre Diana Morrison, poco prima del decesso del figlio, ammise che era in fin di vita devastato dall'AIDS. Sempre nella stessa occasione raccontò che Morrison era infermo immobilizzato a letto da un anno. Il certificato di morte di Morrison riporta come immediate cause del decesso setticemia da Pseudomonas aeruginosa, che ha comportato una sindrome da disfunzione multiorgano e arresto cardiaco.
Si noti per inciso che normalmente lo P. aeruginosa, pur molto virulento ed ubiquitario, è incapace di sostenere seri quadri patologici in soggetti immunocompetenti.
Morrison è stato sepolto nel Cimitero Butler Creek a Sulphur Springs, Arkansas.

## Carriera nel pugilato

### Risultati nel pugilato
| Risultato | Record | Avversario        | Metodo | Round  | Data       | Città                                                                   | Note                                                               |
| --------- | ------ | ----------------- | ------ | ------ | ---------- | ----------------------------------------------------------------------- | ------------------------------------------------------------------ |
| Vittoria  | 48-3-1 | Matt Weishaar     | TKO    | 3 (8)  | 09/02/2008 | Domo de la Feria, Leon, Guanajuato, Messico                             |                                                                    |
| Vittoria  | 47-3-1 | John Castle       | TKO    | 2 (6)  | 22/02/2007 | Mountaineer Casino, Chester, Virginia Occidentale, Stati Uniti          |                                                                    |
| Vittoria  | 46-3-1 | Marcus Rhode      | TKO    | 1 (10) | 03/11/1996 | Tokyo Bay NK Hall, Urayasu, Chiba, Giappone                             |                                                                    |
| Sconfitta | 45-3-1 | Lennox Lewis      | TKO    | 6 (12) | 07/10/1995 | Convention Center, Atlantic City, New Jersey, Stati Uniti               | Perso il titolo pesi massimi International Boxing Council.         |
| Vittoria  | 45-2-1 | Donovan Ruddock   | TKO    | 6 (12) | 10/06/1995 | Municipal Auditorium, Kansas City, Missouri, Stati Uniti                | Vinto il titolo pesi massimi International Boxing Council vacante. |
| Vittoria  | 44-2-1 | Terry Anderson    | KO     | 7 (10) | 01/05/1995 | Brady Theater, Tulsa, Oklahoma, Stati Uniti                             |                                                                    |
| Vittoria  | 43-2-1 | Marcellus Brown   | KO     | 3 (10) | 05/03/1995 | Civic Assembly Center, Muskogee, Oklahoma, Stati Uniti                  |                                                                    |
| Vittoria  | 42-2-1 | Ken Merritt       | TKO    | 1 (10) | 07/02/1995 | State Fair Arena, Oklahoma City, Oklahoma, Stati Uniti                  |                                                                    |
| Ritiro    | 41-2-1 | Ross Puritty      | SD     | 10     | 28/07/1994 | Convention Center, Atlantic City, New Jersey, Stati Uniti               |                                                                    |
| Vittoria  | 41–2   | Sherman Griffin   | UD     | 10     | 24/05/1994 | Brady Theater, Tulsa, Oklahoma, Stati Uniti                             |                                                                    |
| Vittoria  | 40–2   | Brian Scott       | KO     | 2 (10) | 27/03/1994 | Expo Square Pavilion, Tulsa, Oklahoma, Stati Uniti                      |                                                                    |
| Vittoria  | 39–2   | Tui Toia          | KO     | 3 (10) | 20/02/1994 | Biloxi, Mississippi, Stati Uniti                                        |                                                                    |
| Sconfitta | 38–2   | Michael Bentt     | TKO    | 1 (12) | 29/10/1993 | Civic Center, Tulsa, Oklahoma, Stati Uniti                              | Perso il titolo pesi massimi WBO.                                  |
| Vittoria  | 38–1   | Tim Tomashek      | TKO    | 4 (12) | 30/08/1993 | Kemper Arena, Kansas City, Missouri, Stati Uniti                        |                                                                    |
| Vittoria  | 37–1   | George Foreman    | UD     | 12     | 07/06/1993 | Thomas & Mack Center, Las Vegas, Nevada, Stati Uniti                    | Vinto il titolo pesi massimi WBO vacante.                          |
| Vittoria  | 36–1   | Dan Murphy        | TKO    | 3 (10) | 30/03/1993 | Kemper Arena, Kansas City, Missouri, Stati Uniti                        |                                                                    |
| Vittoria  | 35–1   | Carl Williams     | TKO    | 8 (10) | 16/01/1993 | Reno-Sparks Convention Center, Reno, Nevada, Stati Uniti                |                                                                    |
| Vittoria  | 34–1   | Marshall Tillman  | KO     | 1 (10) | 12/12/1992 | America West Arena, Phoenix, Arizona, Stati Uniti                       |                                                                    |
| Vittoria  | 33–1   | Joe Hipp          | KO     | 9 (10) | 27/06/1992 | Bally's Hotel & Casino, Reno, Nevada, Stati Uniti                       |                                                                    |
| Vittoria  | 32–1   | Art Tucker        | KO     | 2 (10) | 14/05/1992 | Harrah's Marina Hotel Casino, Atlantic City (New Jersey), Stati Uniti   |                                                                    |
| Vittoria  | 31–1   | Kimmuel Odum      | TKO    | 3 (10) | 23/04/1992 | Foxwoods Resort, Mashantucket, Connecticut, Stati Uniti                 |                                                                    |
| Vittoria  | 30–1   | Jerry Halstead    | TKO    | 5 (10) | 20/03/1992 | Caesars Palace, Las Vegas, Nevada, Stati Uniti                          |                                                                    |
| Vittoria  | 29–1   | Bobby Quarry      | TKO    | 2 (10) | 16/02/1992 | Las Vegas, Nevada, Stati Uniti                                          |                                                                    |
| Sconfitta | 28–1   | Ray Mercer        | TKO    | 5 (12) | 18/10/1991 | Convention Center, Atlantic City, New Jersey, Stati Uniti               | Per il titolo pesi massimi WBO.                                    |
| Vittoria  | 28–0   | Ladislao Mijangos | TKO    | 1 (10) | 27/06/1991 | Bally's Las Vegas, Las Vegas, Nevada, Stati Uniti                       |                                                                    |
| Vittoria  | 27–0   | Yuri Vaulin       | TKO    | 5 (10) | 19/04/1991 | Convention Center, Atlantic City, New Jersey, Stati Uniti               |                                                                    |
| Vittoria  | 26–0   | Pinklon Thomas    | RTD    | 1 (10) | 19/02/1991 | Kemper Arena, Kansas City, Missouri, Stati Uniti                        |                                                                    |
| Vittoria  | 25–0   | James Tillis      | TKO    | 1 (8)  | 11/01/1991 | Trump Taj Mahal, Atlantic City, New Jersey, Stati Uniti                 |                                                                    |
| Vittoria  | 24–0   | Mike Acey         | TKO    | 1 (6)  | 08/11/1990 | Bally's Las Vegas, Las Vegas, Nevada, Stati Uniti                       |                                                                    |
| Vittoria  | 23–0   | John Morton       | TKO    | 5 (6)  | 04/10/1990 | Mark Etess Arena, Atlantic City, New Jersey, Stati Uniti                |                                                                    |
| Vittoria  | 22–0   | Charles Woolard   | KO     | 2 (?)  | 09/06/1990 | Memorial Hall, Kansas City, Kansas, Stati Uniti                         |                                                                    |
| Vittoria  | 21–0   | Ken Lakusta       | UD     | 6      | 07/12/1989 | Mirage Hotel & Casino, Las Vegas, Nevada, Stati Uniti                   |                                                                    |
| Vittoria  | 20–0   | Lorenzo Canady    | UD     | 6      | 14/11/1989 | South Mountain Arena, West Orange, New Jersey, Stati Uniti              |                                                                    |
| Vittoria  | 19–0   | Charles Hostetter | KO     | 1 (?)  | 26/10/1989 | Kemper Arena, Kansas City, Missouri, Stati Uniti                        |                                                                    |
| Vittoria  | 18–0   | Harry Terrell     | KO     | 1 (10) | 17/10/1989 | State Fair, Phoenix, Arizona, Stati Uniti                               |                                                                    |
| Vittoria  | 17–0   | David Jaco        | KO     | 1 (6)  | 19/09/1989 | Veteran's Coliseum, Jacksonville, Florida, Stati Uniti                  |                                                                    |
| Vittoria  | 16–0   | Rick Enis         | TKO    | 1 (6)  | 05/09/1989 | Harrah's Hotel & Casino, Stateline, Nevada, Stati Uniti                 |                                                                    |
| Vittoria  | 15–0   | Jesse Shelby      | TKO    | 2 (6)  | 22/08/1989 | Showboat Hotel & Casino, Atlantic City, New Jersey, Stati Uniti         |                                                                    |
| Vittoria  | 14–0   | Mike Robinson     | KO     | 2 (6)  | 08/08/1989 | Bally's Park Place Hotel Casino, Atlantic City, New Jersey, Stati Uniti |                                                                    |
| Vittoria  | 13–0   | Aaron Brown       | UD     | 10     | 03/07/1989 | Atlantic City, New Jersey, Stati Uniti                                  |                                                                    |
| Vittoria  | 12–0   | Steve Zouski      | UD     | 4      | 25/06/1989 | Convention Center, Atlantic City, New Jersey, Stati Uniti               |                                                                    |
| Vittoria  | 11–0   | Ricky Nelson      | TKO    | 2 (6)  | 11/06/1989 | Trump Plaza Hotel, Atlantic City, New Jersey, Stati Uniti               |                                                                    |
| Vittoria  | 10–0   | Mike McGrady      | KO     | 1 (?)  | 14/05/1989 | Trump Plaza Hotel, Atlantic City, New Jersey, Stati Uniti               |                                                                    |
| Vittoria  | 9–0    | Lorenzo Boyd      | KO     | 2 (?)  | 22/04/1989 | Kansas City, Kansas, Stati Uniti                                        |                                                                    |
| Vittoria  | 8–0    | Alan Jamison      | KO     | 1 (?)  | 29/03/1989 | Wichita, Kansas, Stati Uniti                                            |                                                                    |
| Vittoria  | 7–0    | Lee Moore         | KO     | 2 (?)  | 24/02/1989 | Convention Center, Atlantic City, New Jersey, Stati Uniti               |                                                                    |
| Vittoria  | 6–0    | Traore Ali        | TKO    | 4 (6)  | 09/02/1989 | Felt Forum, New York, New York, Stati Uniti                             |                                                                    |
| Vittoria  | 5–0    | Mike Foley        | KO     | 1 (?)  | 24/01/1989 | Great Falls, Montana, Stati Uniti                                       |                                                                    |
| Vittoria  | 4–0    | Elvin Evans       | KO     | 1 (?)  | 17/01/1989 | Premier Center, Sterling Heights, Michigan, Stati Uniti                 |                                                                    |
| Vittoria  | 3–0    | Joe Adams         | KO     | 1 (?)  | 12/01/1989 | Oklahoma City, Oklahoma, Stati Uniti                                    |                                                                    |
| Vittoria  | 2–0    | Tony Dewar        | KO     | 1 (?)  | 30/11/1988 | Cobo Hall, Detroit, Michigan, Stati Uniti                               |                                                                    |
| Vittoria  | 1–0    | William Muhammad  | KO     | 1 (4)  | 10/11/1988 | Felt Forum, New York, New York, Stati Uniti                             |                                                                    |

## Filmografia
- Rocky V, regia di John G. Avildsen (1990)

## Doppiatori italiani
- Vittorio De Angelis in Rocky V